# Live from the Sun
Live from the Sun è un album dal vivo del gruppo musicale statunitense Dokken, pubblicato il 18 aprile 2000 dalla CMC International. È stato registrato durante il tour promozionale dell'album Erase the Slate, al Sun Theatre di Anaheim, California, il 4 novembre 1999.
Il concerto è stato filmato professionalmente e pubblicato anche in VHS e DVD.

## Tracce
1. Erase the Slate – 4:21 (Don Dokken, Reb Beach, Jeff Pilson, Mick Brown)
2. Kiss of Death – 5:22 (Dokken, Pilson, George Lynch)
3. The Hunter – 3:57 (Dokken, Pilson, Brown, Lynch)
4. Into the Fire – 5:38 (Dokken, Pilson, Lynch)
5. Maddest Hatter – 5:00 (Dokken, Beach, Pilson, Brown)
6. Too High to Fly – 13:50 (Dokken, Lynch)
7. Breaking the Chains – 4:07 (Dokken, Lynch)
8. Paris Is Burning – 4:06 (Dokken, Lynch) – solo nell'edizione giapponese
9. Alone Again – 6:50 (Dokken, Pilson)
10. It's Not Love – 9:11 (Dokken, Pilson, Brown, Lynch)
11. Tooth and Nail – 4:39 (Pilson, Brown, Lynch)
12. In My Dreams – 6:14 (Dokken, Pilson, Brown, Lynch)

## Formazione

### Gruppo
- Don Dokken – voce
- Reb Beach – chitarre
- Jeff Pilson – basso, cori
- Mick Brown – batteria, cori

### Produzione
- Tom Fletcher – produzione, ingegneria del suono, missaggio
- Phil Soussan – ingegneria Pro Tools